# Acheiropoieta

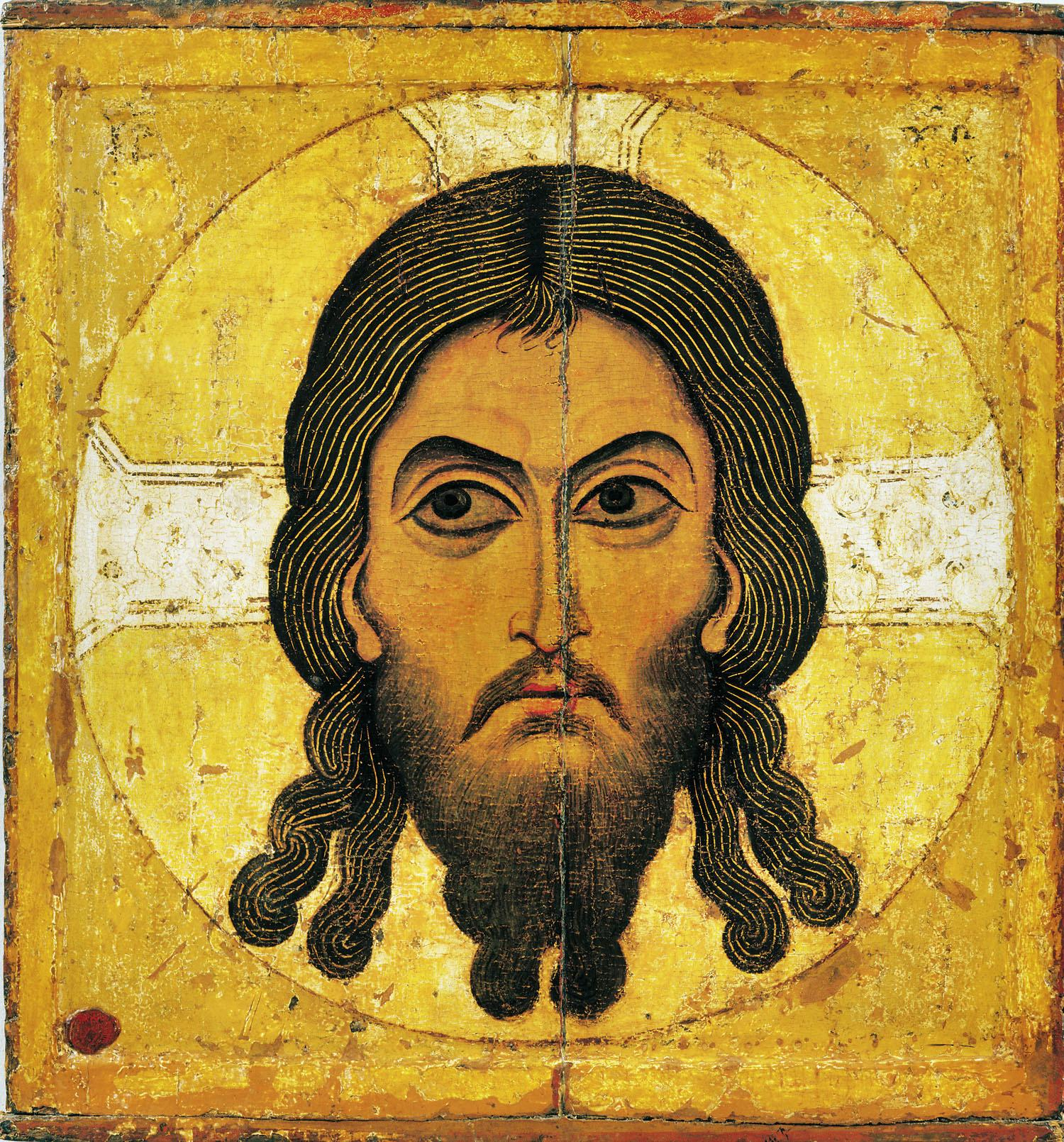
Ježíš Kristus na obrazu z Edessy (Mandylion)

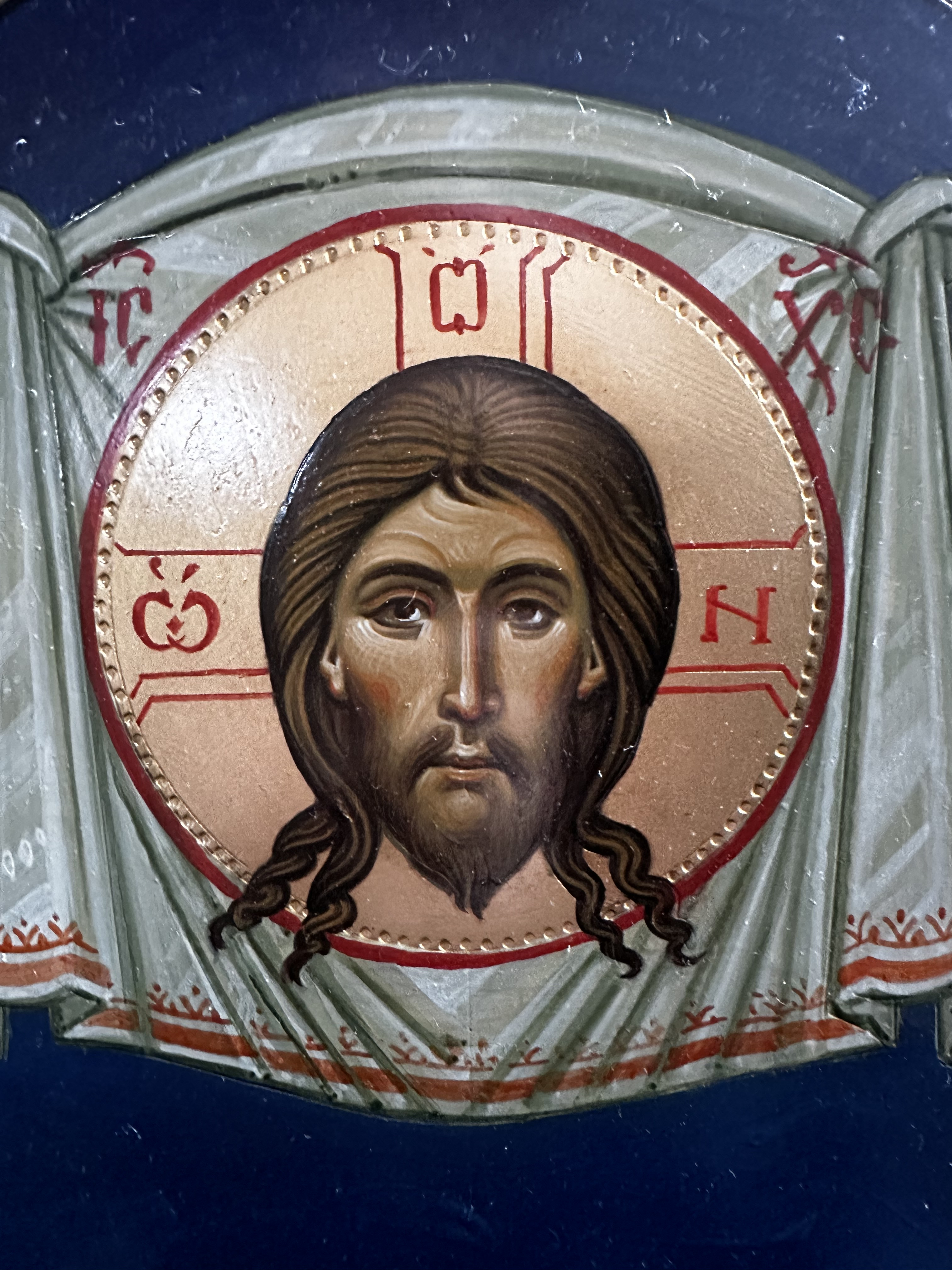
Ikona podle mandylionu v chrámu svatého Josefa Snoubence v Roudnici nad Labem

Acheiropoieta (středověká řečtina: αχειροποίητα, „vyrobeno bez rukou“; singulár acheiropoieton), také nazývané ikony vyrobené bez rukou (a varianty), jsou křesťanské ikony, o kterých se traduje, že vznikly zázračně; nevytvořil je člověk. 
Vždy se jedná o obrazy Ježíše Krista nebo Bohorodičky (Panny Marie). Nejpozoruhodnější příklady, které jsou připisovány tradicí mezi věřícími, jsou ve východní církvi Mandylion, také známý jako Obraz z Edessy, a Hodégétrie (Odigitrie) a několik ruských ikon. 
Na křesťanském západě Turínské plátno, závoj Veroniky, obraz Panny Marie Guadalupské a obraz Manoppello. Tento termín se také používá pro ikony, které jsou považovány pouze za standardní lidské kopie zázračně vytvořeného originálního archetypu.
Ačkoli nejslavnější acheiropoieta jsou dnes většinou ikony malované na dřevěné desce, existují i na jiných materiálech, jako jsou mozaiky, malované dlaždice a látky. Ernst Kitzinger rozlišoval dva typy: „Buď se jedná o obrazy, o kterých se věří, že byly vytvořeny jinýma rukama než těma obyčejných smrtelníků, nebo se o nich tvrdí, že jde o mechanické, i když zázračné otisky originálu“. Víra v takové obrazy se prosadila až v průběhu 6. století, na jehož konci byly dobře známy jak Mandylion, tak obraz Camuliana.

## Významné acheiropoieta

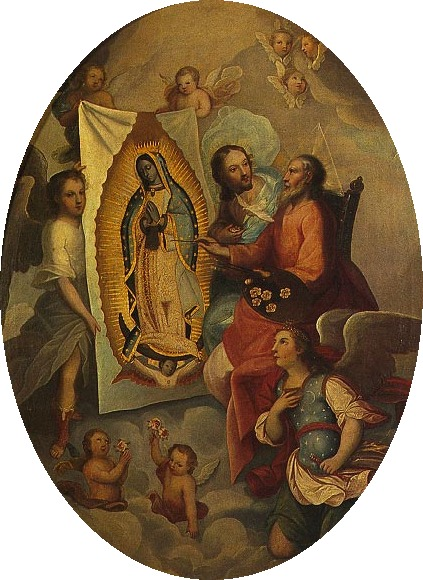
Bůh Otec maluje obraz Panny Marie Guadalupské (18. stol.)

V Římě se uchovává obraz, nazývaný také Uronica. Je uchovávána v bývalé papežově soukromé kapli, v místnosti nyní známé jako Sancta Sanctorum na vrcholu Scala Sancta v přežívající části starého Lateránského paláce. Legenda říká, že tento obraz začal malovat Lukáš evangelista a dokončili jej andělé.
Turínské plátno (nebo Turínské plátno) je plátno nesoucí skrytý obraz muže, který se zdá být fyzicky traumatizován způsobem odpovídajícím ukřižování. Obraz je jasně viditelný jako fotografický negativ, jak bylo poprvé pozorováno v roce 1898 na zadní fotografické desce, když bylo amatérskému fotografovi Secondo Piovi nečekaně dovoleno jej vyfotografovat. Plátno je uloženo v královské kapli katedrály sv. Jana Křtitele v italském Turíně. Římskokatolická církev schválila použití obrazu ve spojení s oddaností Svaté tváři Ježíše a někteří věří, že je to právě ta látka, která zakrývala Ježíše při pohřbu. Avšak plátno rubáše bylo uhlíkově datováno a jeho původ byl datován do 13. nebo počátku 14. století našeho letopočtu.  Na tomto základě je rubáš téměř dokázán jako středověký podvod nebo padělek nebo jako ikona vytvořená. Přesto je předmětem intenzivní debaty mezi některými vědci, věřícími, historiky a spisovateli ohledně jeho pravosti a/nebo podrobností jeho výroby kvůli dalším zvláštnostem.
Obraz Panny Marie Guadalupské v celé délce byl údajně zázračně vytvořen v nezvykle pozdním datu roku 1531 (pro západní církev) v Mexiku, kde se nadále těší obrovské pověsti. V roce 1979 Philip Callahan, (biofyzik, entomolog USDA, konzultant NASA) specializující se na infračervené zobrazování, dostal přímý přístup k vizuální kontrole a fotografování snímku. Pořídil četné infračervené fotografie přední strany tilmy. Jeho asistent si dělal poznámky, které byly později publikovány, a poznamenal, že původní umělecké dílo nebylo ani prasklé, ani odloupané, zatímco pozdější doplňky (zlatolist, postříbření Měsíce) vykazovaly vážné známky opotřebení, ne-li úplného poškození. Callahan nedokázal vysvětlit vynikající stav uchování neretušovaných oblastí obrazu na tilmě, zejména horních dvou třetin obrazu. Jeho poznatky s fotografiemi byly zveřejněny v roce 1981.
Ikona Matky Boží Panagia Ierosolymitissa (Svatá Paní Jeruzalémská; řecky : Παναγία Ιεροσολυμίτισσα) je acheiropoieton umístěný v hrobce Marie v Getsemanech v Jeruzalémě. Ikona je považována pravoslavnými křesťany za patronku Jeruzaléma. Běžně uznávaný příběh o původu Panagia Ierosolymitissa je ten, že se zázračně objevila v roce 1870. Tento příběh se stal populární díky letáku vydanému pravoslavným patriarchátem jeruzalémským, který jej ověřoval.